# Chengdong, Chongqing
Chengdong (kinesiska: 城东) är ett stadsdelsdistrikt i sydvästra Kina. Det ligger i stadsdistriktet Qianjiang i storstadsområdet Chongqing, omkring 210 kilometer öster om det centrala stadsdistriktet Yuzhong. Antalet invånare är 71 304. Befolkningen består av 34 476 kvinnor och 36 828 män. Barn under 15 år utgör 20,0 %, vuxna 15-64 år 75 %, och äldre över 65 år 4,0 %.